# Unchained Melody
Unchained Melody ist der Titel eines von Hy Zaret (Text) und Alex North (Musik) im Jahr 1955 komponierten Popsongs, von dem gleich vier Versionen den Status eines Millionensellers erreichten.

## Entstehungsgeschichte
Unchained Melody ist einer der wenigen Popsongs, die keine sofort identifizierbare Pointe („Nut“) enthalten, bei denen der Songtitel im Text gar nicht vorkommt und deren Titel für das Lied keine Bedeutung besitzt.
Die Autorenschaft des Evergreens ist umstritten. Der das Urheberrecht verwaltende Musikverlag MPL Music Publishing hat im Jahr 1942 Hy Zaret (Text) und Alex North (Musik) als Autoren bei der ASCAP angemeldet. William Albert Stirrat (* 5. November 1919; † 2. Juli 2004), gelernter Elektriker, beanspruchte seine angeblichen Autorenrechte erst im Jahr 1982 als Texter eines unveröffentlichten Werkes. Danach soll er den Text als 16-Jähriger im Jahr 1936 als Erinnerung an die Liebe zu einer jungen Frau namens Marie Louise „Cookie“ Pierce erdacht haben. Einem nicht verifizierten Zeitungsbericht zufolge habe er für den 1936 geschriebenen Liedtext im Jahr 1941 Dokumente unterzeichnen müssen, die Komponist Alex North berechtigten, das Lied in einem Film zu berücksichtigen. Erst 1979 sei Stirrat der US-amerikanischen Autoren-Gilde beigetreten. In der einzigen, von der Artikelverfasserin DeNicola stammenden Quelle sind jedoch einige Widersprüche aus dem Interview mit Stirrat enthalten. Es kann zwar sein, dass Stirrat als 16-Jähriger einen Liedtext verfasst hat, doch taucht er entgegen seiner Behauptung nicht auf der Teilnehmerliste des Yaddo-Sommercamps – eine Künstlergemeinde im US-Bundesstaat New York – auf, wo er den – ebenfalls nicht aufgelisteten – 26-jährigen Komponisten Alex North getroffen haben will. Der Film Unchained, in dem die Unchained Melody erstmals vorkam, gelangte erst 14 Jahre nach der behaupteten Dokumentenunterzeichnung in die Kinos. Zudem ist rätselhaft, warum der Kläger erst 1982 auf die Idee kam, eine Urheberrechtsklage zu erheben – lange Zeit nach den erfolgreichen Titelveröffentlichungen. Während die ASCAP für Hy Zaret 235 Titel als urheberrechtlich geschützt auflistet, ist für Stirrat keiner aufgeführt – obwohl sein Name dort registriert ist. Es scheint sich um einen typischen Internet-Hoax zu handeln, bei dem eine einzige Quelle ohne weitere Recherchen kritiklos von Dritten übernommen wird.
Gesichert ist jedenfalls, dass North die Musik für den wenig bekannten B-Movie-Kinofilm Unchained schrieb, der unter Regie von Hall Bartlett von einem kalifornischen Gefängnis handelte und am 19. Januar 1955 in die Kinos kam. Zaret wurde von North gebeten, einen Text zur vorhandenen Melodie zu schreiben. Dabei lehnte er den Wunsch des Filmproduzenten ab, das Wort „unchained“ im Text zu verwenden. Im Film wird das Lied von Bariton Todd Duncan – der als Sänger in George Gershwins Porgy and Bess bekannt geworden war – ziemlich zum Ende in einer kurzen Fassung (1:19 min) gesungen. Von Duncans Filmaufnahme des Songs gibt es ersichtlich keine Plattenpressung. In dem im April 1955 erschienenen Film-Soundtrack ist das Lied durch den R&B- und Pop-Sänger Al Hibbler verewigt. Im Text von Hy Zaret gesteht der Sänger, dass er seine Geliebte sehnlichst vermisst, was auch auf einen Gefangenen übertragen werden kann. Der Film geriet schnell in Vergessenheit, der Song jedoch nicht. 1956 wurde er für den Oscar in der Kategorie Bester Song nominiert.

## Erste Plattenaufnahmen

Les Baxter - Unchained Melody

Zwei Tage vor der Filmpremiere nahm Les Baxter den Titel am 17. Januar 1955 mit seinem Orchester auf, der verweilte hiermit für drei Wochen auf Rang eins der US-Hitparade und es verkauften sich über 1 Million Exemplare. Seine Aufnahme gilt damit als erste kommerzielle Plattenaufnahme des Liedes. Al Hibbler stand am 4. Februar 1955 mit dem Orchester von Jack Pleis im Studio und überschritt nach Veröffentlichung im März 1955 ebenfalls die Millionengrenze, am 9. April 1955 wurden zeitgleich Baxters und Hibblers Versionen veröffentlicht. Roy Hamilton brachte den Titel im April 1955 heraus und erreichte Rang 6 der Pop- und Rang 1 der Rhythm-&-Blues-Hitparade, June Valli nahm das Lied am 15. März 1955 auf und kam bis auf Rang 29. Alle vier Versionen waren am 14. Mai 1955 gleichzeitig in den Top40 platziert. Noch im April 1955 brachte Jimmy Young eine von Dick Rowe produzierte Version für den britischen Markt heraus, die dort für drei Wochen auf dem ersten Rang verblieb. Dick James, späterer Beatles-Musikverleger, brachte zeitgleich mit Liberace im Juni 1955 eine weitere Fassung auf den Markt.

Righteous Brothers - Unchained Melody

The Righteous Brothers nahmen eine von Jack Nitzsche hochstimmig arrangierte Version am 2. März 1965 für Phil Spectors Philles-Plattenlabel bei Radio Recorders in Hollywood unter Beteiligung von Larry Levine (Toningenieur) für ihre LP Just Once in My Life auf. Die nachfolgend im Juni 1965 ausgekoppelte Single berücksichtigte den Song zunächst als B-Seite von Gerry Goffin/Carole King’s Komposition Hung on You, doch das Airplay bevorzugte Unchained Melody. Spector, der sich als Produzent meist um Singles kümmerte, produzierte die B-Seite nicht, sondern Bill Medley von den Righteous Brothers. Die Platte gelangte bis auf Rang 4 der Charts. Diese Version war 1990 die Titelmelodie des Films Ghost – Nachricht von Sam mit Demi Moore, Patrick Swayze und Whoopi Goldberg in den Hauptrollen (Premiere am 13. Juli 1990). Am 24. April 1977 nahm Elvis Presley seine Version live für das Album Moody Blue auf, das im Juli 1977 erschien.

## Weitere Millionenseller
Das britische Duo Robson & Jerome präsentierte am 8. Mai 1995 mit seiner Version die bestverkaufte Single des Jahres in Großbritannien mit 1,844 Millionen verkauften Tonträgern und Rang eins für sieben Wochen, Gareth Gates verkaufte mit seiner im März 2002 erschienenen Europop-Fassung insgesamt 1,4 Millionen Exemplare und erreichte ebenfalls den ersten Rang für zwei Wochen. Damit ist Unchained Melody die einzige Single mit vier verschiedenen Nummer-1-Versionen und zugleich vier unterschiedlichen Millionensellern.

## Neuaufnahmen/Coverversionen
- 1955: Al Hibbler
- 1955: Bruce Low – Komm ins Land der Liebe, Text: Ralph Maria Siegel
- 1955: Les Baxter & His Orchestra
- 1955: Line Renaud – Teen Angel
- 1955: Chet Atkins
- 1955: Liberace
- 1955: Jimmy Young
- 1955: Peter Sellers & Mike Spilligan
- 1955: The Kingtones with Jacques Leroy and his Orchestra
- 1955: The Crew Cuts
- 1955: Roy Hamilton
- 1955: June Valli
- 1956: Harry Belafonte
- 1956: Claude Goaty – Les enchaînés (französisch)
- 1956: Franck Pourcel – Les enchaînés (französisch)
- 1956: Mouloudji – Les enchaînés (französisch)
- 1956: Nilla Pizzi – Senza catene
- 1957: Gene Vincent and the Blue Caps
- 1957: Dorothy Collins
- 1958: Ricky Nelson
- 1959: Bobby Day
- 1959: Andy Williams
- 1959: Mark Dinning – Teen Angel
- 1959: Ivo Robić
- 1959: The Teddy Bears
- 1959: Earl Bostic
- 1959: Gene Bua
- 1960: Frank Ifield – Senza catene
- 1960: Charlie Rich
- 1960: Sam Cooke
- 1960: Celly Campello
- 1960: The Fleetwoods
- 1960: The Blackwells
- 1960: Frankie Knight
- 1961: Bert Kaempfert and his Orchestra
- 1961: Cliff Richard and The Shadows
- 1961: Buzz Clifford
- 1961: Steve Alaimo
- 1961: Gerry Granahan
- 1962: Bing Crosby
- 1962: Duane Eddy
- 1962: Conway Twitty
- 1962: Les Chaussettes Noires avec Eddy Mitchell – Les enchaînés (französisch)
- 1962: The Three Suns
- 1963: Vito & the Salutations
- 1963: John Gary
- 1964: Tony Sheridan & the Beat Brothers
- 1964: Matt Monro
- 1964: Hank Snow & Chet Atkins
- 1964: Bobby Vinton
- 1965: The Righteous Brothers
- 1965: Sonny and Cher
- 1965: Dionne Warwick
- 1965: Gene Pitney
- 1965: Ferrante & Teicher
- 1965: Eva – Les enchaînés (französisch)
- 1965: Cocki Mazzetti – Senza catene (italienisch)
- 1965: Peppino Gagliardi – Senza catene
- 1966: Miguel Ríos – Melodia encadenada (spanisch)
- 1966: André Kostelanetz & His Orchestra
- 1966: Boots Randolph
- 1966: Fausto Papetti (instrumental)
- 1966: Bob Asklöf – Väntans melodi (schwedisch)
- 1966: Tony Lane & the Fabulous Spades
- 1966: The Jaguars
- 1967: Al Martino
- 1967: Jormas – Kuin yö (finnisch)
- 1967: Iva Zanicchi
- 1967: The Englishmen (instrumental)
- 1967: The Caretakers
- 1967: Mandy & the Girlfriends
- 1968: The Sweet Inspirations
- 1968: David Garrick
- 1969: Joe Dolan & the Drifters Showband
- 1969: Roy Orbison
- 1969: Roy Clark
- 1971: Dean Reed – Swobodnaja melodija
- 1973: Al Green
- 1973: Blue Haze
- 1975: Greyhound
- 1976: The Stylistics
- 1977: Joe Dolan
- 1977: Elvis Presley
- 1978: Willie Nelson
- 1978: Peter Hofmann
- 1978: Sherry
- 1979: George Benson
- 197?: Rod Tarras
- 1981: Gerry & the Pacemakers
- 1982: Joni Mitchell: Chinese Cafe / Unchained Melody[8]
- 1982: Pete Tex
- 1983: Walter Jackson
- 1984: Karel Gott – Lásko má (tschechisch)
- 1984: Fred Frohberg – Komm in’s Land der Liebe
- 1984: The Manhattan Transfer
- 1985: Leo Sayer
- 1987: Gerhard Neef – Komm in’s Land der Liebe
- 1987: Lou Rawls
- 1988: Topi Sorsakoski & Agents – Kuin yö (finnisch)
- 1989: U2
- 1990: Philippe Laumont – Les enchaînés (französisch)
- 1991: The Ventures (instrumental)
- 1991: James Galway (instrumental)
- 1991: Gheorghe Zamfir (Panflötenversion)
- 1991: Steve Young & Band
- 1991: Land of Oz
- 1991: Karen Akers
- 1991: Francis Goya
- 1991: Flor
- 1992: Sil Austin
- 1992: Richard Clayderman (Klavierversion)
- 1992: Henry Mancini
- 1993: The Royal Philharmonic Orchestra
- 1993: Dread Zeppelin
- 1993: Johnny Maestro & the Brooklyn Bridge
- 1993: Van Craven
- 1994: Spectrum
- 1994: Countdown Singers
- 1995: Air Supply
- 1995: Robson Green & Jerome Flynn
- 1995: Clarence Gatemouth Brown
- 1995: Heart
- 1995: Engelbert
- 1996: Fausto Leali – Aspetterò (italienisch)
- 1996: Kenny Rogers
- 1996: Sarah McLachlan
- 1997: LeAnn Rimes
- 1997: Joe Lynn Turner
- 1997: Jeff Harnar
- 1997: Will Tura – Oh, My Love (flämisch)
- 1998: Neil Diamond & Elmer Bernstein
- 1998: Joy
- 1998: Sergio Avila (Panflötenversion)
- 1998: Salena Jones
- 1998: Dimo Dimov
- 1999: Bruce Caldwell
- 1999: Jackie Edwards
- 1999: Mythos ’n DJ Cosmo
- 2000: Boppin’B
- 2000: Bill Hurley
- 2000: The Firebirds
- 2000: Gerard Joling
- 2000: Pierre Namuriel
- 2000: Dreamlovers
- 2002: Gareth Gates
- 2002: Björn Casapietra
- 2002: Tommy Eyre (Klavierversion)
- 2003: Cyndi Lauper
- 2003: Marshall & Alexander mit New York Voices
- 2003: Bruno Cuomo
- 2003: Karl Martindahl
- 2004: Hans-Jürgen Beyer – Komm ins Land der Liebe
- 2004: Jan Keizer
- 2005: Il Divo – Senza catene (italienisch)
- 2006: Barry Manilow
- 2006: Joseph Williams
- 2006: Shayne Ward
- 2006: Leah Durelle
- 2006: Fron Male Voice Choir
- 2007: Hit Crew
- 2008: Bobby Durham, Massimo Faraò, Lorenzo Conte
- 2008: Johnny Hallyday und Joss Stone — Unchained Melody (Les enchaînés)
- 2008: Yao Si Ting
- 2009: Graziano (deutsch)[9]
- 2009: Mark Vincent
- 2010: Clay Aiken
- 2011: Susan Boyle
- 2011: Lykke Li
- 2011: Paul Ansell’s Number Nine
- 2012: Gregorian
- 2013: Harrison Craig
- 2013: Aki Yashiro
- 2017: Ane Brun
- 2019: Sissel Kyrkjebø
- 2023: Lana Del Rey
- 2024: Lucy Thomas[10]

## Statistik
In Coverinfo werden 257 Versionen verzeichnet, damit gehört der Titel zu den oft gecoverten Songs. Für Alex North sind 493 Titel urheberrechtlich registriert, für Hy Zaret 235; sie gehören deshalb zu den professionellen Liedautoren. Der Titel kommt auch im Film Ghost – Nachricht von Sam sowie im Musical Ghost: The Musical, das am 14. Mai 2011 im Manchester Opera House in Manchester uraufgeführt wurde, vor.